# Mohamed Abarhoun
Mohamed Abarhoun (Tetuão, 3 de maio de 1989 - Istambul, 2 de dezembro de 2020) foi um futebolista marroquino que atuou como defensor.

## Carreira
Abarhoun jogou entre 2010 e 2017 no Moghreb Tétouan, com o qual conquistou dois campeonatos nacionais em 2012 e 2014.
Fez parte do elenco da Seleção Marroquina de Futebol nas Olimpíadas de 2012. Ainda com a equipe nacional, participou na Copa do Mundo FIFA de 2014.

## Morte
Abarhoun morreu em 2 de dezembro de 2020, aos 31 anos, devido a um câncer de estômago.